# Эдельсхайм, Максимилиан фон
Максимилиан райхсфрайхерр фон Эдельсхайм (нем. Maximilian Reichsfreiherr von Edelsheim; 6 июля 1897 — 26 апреля 1994) — немецкий офицер, участник Первой и Второй мировых войн, генерал танковых войск, кавалер Рыцарского креста с Дубовыми листьями и Мечами.

## Первая мировая война
Поступил на военную службу добровольцем 11 августа 1914 года, фанен-юнкером (кандидат в офицеры), в гвардейский уланский полк. На фронте с февраля 1915 года, с декабря 1915 года — лейтенант. Награждён Железными крестами обеих степеней.

## Между мировыми войнами
Весной 1919 года воевал в составе добровольческого корпуса «Хюльзен» (Freikorps Hülsen). Затем продолжил службу в рейхсвере, в кавалерии. К началу Второй мировой войны — командир мотоциклетного батальона 1-й кавалерийской бригады, подполковник.

## Вторая мировая война

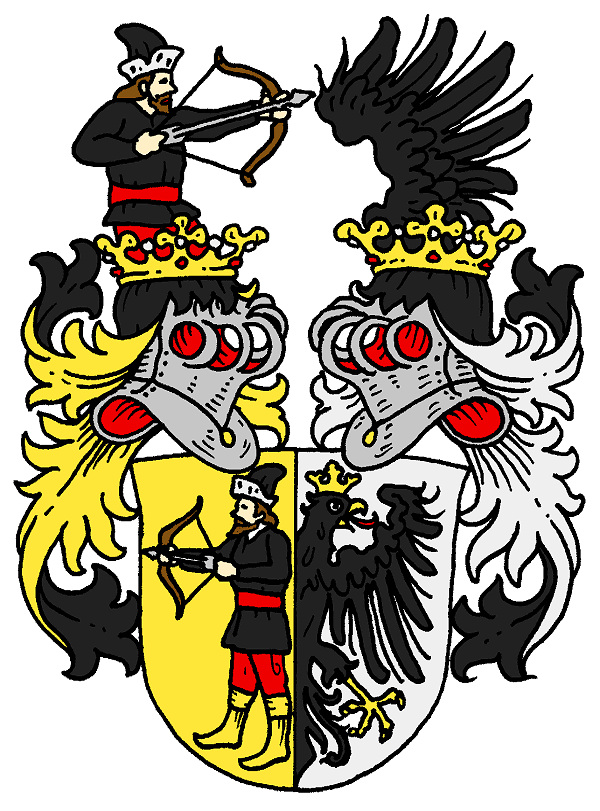
Герб рода фон Эдельсхайм

Участвовал в Польской и Французской кампаниях, получил планки к Железным крестам (повторное награждение).
С 22 июня 1941 года участвовал в германо-советской войне. Бои в Белоруссии. 30 июля 1941 года награждён Рыцарским крестом (№ 398).
С сентября 1941 года — командир полка 1-й кавалерийской дивизии. С декабря 1941 года — полковник. В январе 1942 полк фон Эдельсхайма переформирован в стрелковый полк и включён в состав 24-й танковой дивизии. Бои в районе Курска и Воронежа, затем под Сталинградом. Награждён Дубовыми листьями (№ 162) к Рыцарскому кресту.
С ноября 1942 года — в командном резерве, с января 1943 года — генерал-майор.
С марта 1943 года — командир 24-й танковой дивизии. Бои на Украине. С мая 1944 года — генерал-лейтенант.
С сентября 1944 года — командующий 48-м танковым корпусом (в Польше). В октябре 1944 года награждён Мечами (№ 105) к Рыцарскому кресту с Дубовыми листьями, с декабря 1944 года произведён в звание генерал танковых войск.
В феврале 1945 года корпус воевал в Силезии, в апреле — на Эльбе. 8 мая 1945 года после капитуляции Германии генерал фон Эдельсхайм сдался в американский плен (отпущен из плена в марте 1947 года).

## Награды
- Железный крест (1914) 2-го класса (27 ноября 1915) (Королевство Пруссия)
- Железный крест (1914) 1-го класса (26 октября 1918)
- Орден Церингенского льва рыцарский крест 2-го класса с мечами (Великое герцогство Баден)
- Почётный крест Первой мировой войны 1914/1918 с мечами (1934)
- Пряжка к Железному кресту (1939) 2-го класса (19 сентября 1939)
- Пряжка к Железному кресту (1939) 1-го класса (14 октября 1939)
- Рыцарский крест Железного креста с дубовыми листьями и мечами
  - рыцарский крест (30 июля 1941)
  - дубовые листья (№ 162) (23 декабря 1942)
  - мечи (№ 105) (23 октября 1944)